# カンフー・プリンセス・ウェンディー・ウー
『カンフー・プリンセス・ウェンディー・ウー』（原題：Wendy Wu: Homecoming Warrior）は2006年のアメリカのテレビ映画。ディズニー・チャンネルの「ディズニー・チャンネル・オリジナル・ムービー」で放送された。初放映は2006年6月16日。出演は、日本人俳優の小山田真とブレンダ・ソング。

## ストーリー
「陰の戦士」メイ・ソンとその子孫達は1500年にもわたって、90年ごとによみがえるヤン・ローを倒して世界を守ってきた。
中国の寺院で武道も修めたシェンは、その｢陰の戦士｣を命がけで助けてきた者の生まれ変わりで、前世も全て記憶している。
90年ごとのヤン・ローのよみがえりの年、シェンはアメリカへ行き、メイ・ソンの子孫、ウェンディー・ウーを見つけ出し、彼女を守りながらヤン・ローに勝てるようにトレーニングしようとするが、女子高生のウェンディは学園祭のクイーンになることしか頭になく、シェンの話をたんなる昔話と思って信じない。だが、彼女の祖母は自分の母親が陰の戦士だったため彼の話を信じ、孫が戦士になるのを名誉に思って、シェンを中国から来た親戚といって家に泊める。苦手な世界史でいい成績をとらないと学園祭のクイーンになれないと知ったウェンディーは、シェンに中国の歴史を教わる事を条件に不承不承トレーニングを始め、強くなる。シェンとも仲良くなり、学園祭のクイーンにも選ばれるが、ヤン・ローとの戦いの日がクイーンのお披露目である学園祭と重なっていると知り、学園祭を選ぶ。しかし、シェンが単身戦いに行ったと知り、カンフーの師匠達とともに乗り込んでシェンと力を合わせてヤン・ローを倒す。
ヤン・ローを倒すためにシェンはこれまでずっと自分の命を捧げてきたが、ウェンディーによってヤン・ローは永遠に葬られ、シェンもずっと生きていられることになる。
撮影は、2006年にニュージーランドのオークランド市で行われた。

## キャスト
- ウェンディー：ブレンダ・ソング（スタント：横山和博、花田奈美）
- ジェシカ：エレン・ウログロム（スタント：山下純）
- オースティン：アンディー・フィッシャープライス
- ニーナ：スーザン・チェン
- おばあちゃん：ツァイ・チン

### 日本語吹き替え
- ウェンディー：山下亜矢香
- ジェシカ：竹田まどか
- オースティン：坂詰貴之
- ニーナ：葛城ゆい
- おばあちゃん：真山亜子
- その他：花村さやか、氷上恭子、宇納侑玖、藤田大助

## スタッフ
- 監督：ジョン・リアング
- 製作総指揮：ラルフ・ファーカー
- プロデューサー：ジャニン・ディケンズ
- 共同プロデューサー：シャノン・マーフィー
- 脚本：ヴィンス・チャン、ベン・モンタニオ、B.マーク・シーブルックス、リディア・ルック
- アクション監督：坂本浩一
- スタントコーディネーター：マーク・ハリス
- 日本語版演出：壷井正
- 翻訳：今井朗子
- 録音制作：グロービジョン
- 日本語版製作：Disney Character Voices international, Inc.

## 物語の舞台
- アメリカ合衆国カリフォルニア州